# Edgewater (Nova Jérsei)
Edgewater é um distrito localizado no estado americano de Nova Jérsei, no Condado de Bergen.

## Demografia
Segundo o censo americano de 2000, a sua população era de 7677 habitantes.
Em 2006, foi estimada uma população de 9628, um aumento de 1951 (25.4%).

## Geografia
De acordo com o United States Census Bureau tem uma área de
6,3 km², dos quais 2,2 km² cobertos por terra e 4,1 km² cobertos por água.

## Localidades na vizinhança
O diagrama seguinte representa as localidades num raio de 4 km ao redor de Edgewater.